# TRS-80

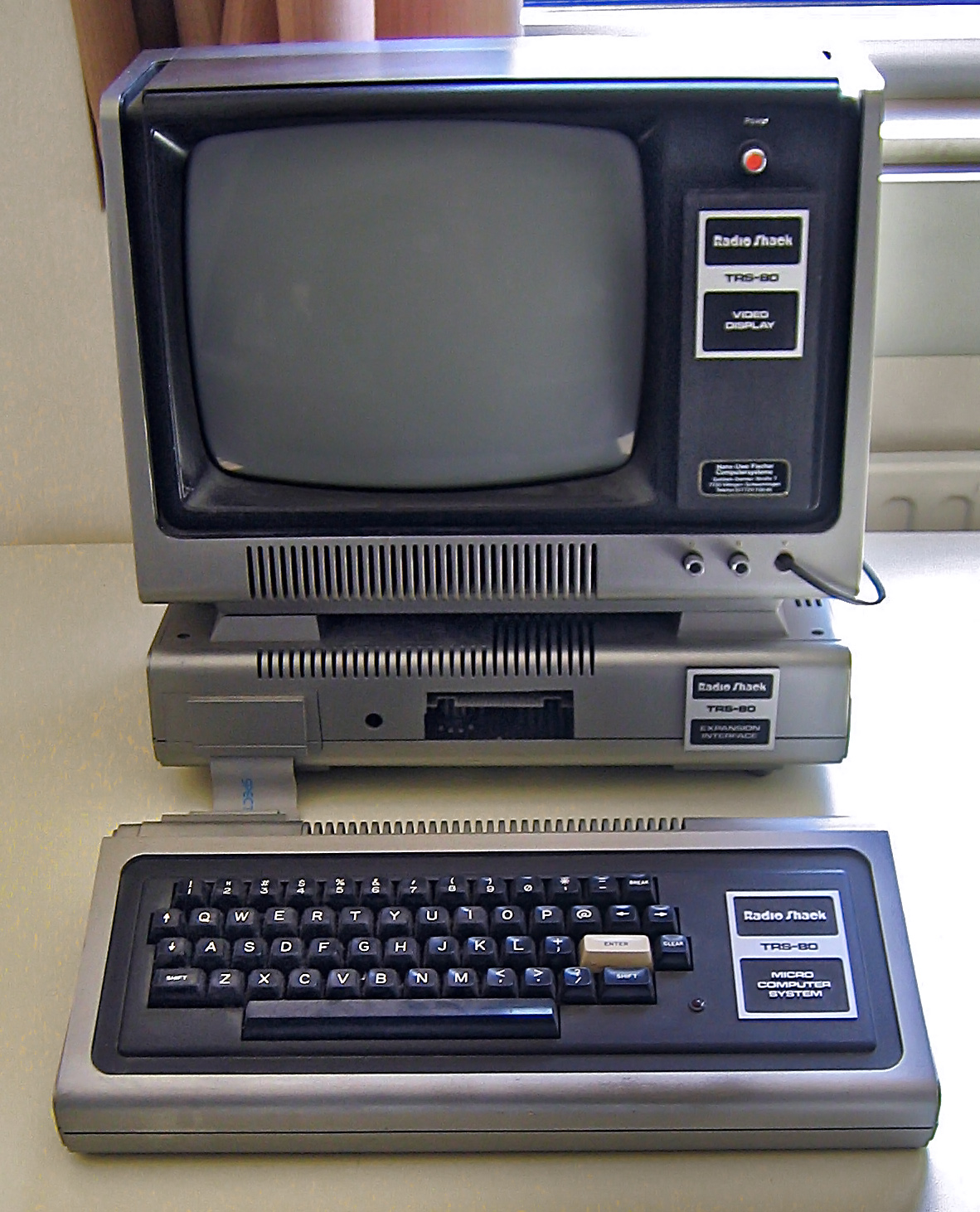
TRS-80 Model I

TRS-80 — серия настольных микрокомпьютеров компании Tandy, которые продавались через сеть магазинов RadioShack в конце 1970-х — начале 1980-х. Целевыми потребителями системы были энтузиасты, домашние пользователи и небольшие компании. TRS-80 был хорошо воспринят пользователями, что оказалось большой удачей для Tandy Corporation. Компьютер конкурировал с Apple II и Commodore PET 2001 (журналом Byte Magazine эта тройка была названа «1977 Trinity») и удерживал высокие продажи, во многом благодаря тому, что продавался через сеть из 3000 магазинов Radio Shack. Другими его сильными сторонами были полноразмерная QWERTY-клавиатура, малый размер, хорошо написанный Floating BASIC, монитор в комплекте и цена в 599 долл. Главным недостатком TRS-80 являлись сильные радиопомехи, сказывавшиеся на стоящих рядом с компьютером электронных устройствах, что нарушало нормы FCC. Этот недостаток так и не был устранён. На 1979 год TRS-80 располагал самым широким выбором программного обеспечения на рынке микрокомпьютеров.

## Ранние модели на базе Z80
Микрокомпьютер Radio Shack TRS-80 (позже названный Model I) был анонсирован 3 августа 1977 года. Это был дебют компании на рынке домашних компьютеров. Комплект за 599 долл. включал в себя кассетный магнитофон и был самым дорогим продуктом, который когда-либо продавался в магазинах электроники Radio Shack. Руководство магазинов не было уверено в рынке компьютеров, поэтому первоначальная серия была выпущена тиражом всего в 3000 экземпляров. Это количество было заказано с таким расчётом, чтобы использовать компьютеры для нужд бухгалтерского учёта в магазинах сети, если бы TRS-80 не стали раскупаться. За первый месяц было продано 10 000 машин, и 55 000 за весь первый год. До завершения производства в январе 1981 года, всего было продано 250 000 экз. TRS-80 Model I.
В Model I материнская плата и клавиатура машины были объединены в одном корпусе — это было типичное решение для 8- и 16-разрядных микрокомпьютеров того времени; блок питания, однако, был внешним. В качестве центрального процессора использовался Zilog Z80 на частоте 1.77 МГц (более поздние модели поставлялись с Z80A). Базовая модель первоначально поставлялась с 4 КБ ОЗУ, а позднее — с 16 КБ.
Получение информации о нажатии клавиш было необычным для компьютеров того времени. Вместо передачи данных о нажатых клавишах через порт ввода-вывода, использовалось отображение клавиатуры на выделенную область памяти. При чтении определенных адресов из этой области можно было получить информацию о состоянии соответствующей группы клавиш.
TRS-80 комплектовался чёрно-белым ЭЛТ-монитором, представлявшим собой переделанный чёрно-белый телевизор RCA XL-100. Экран давал свечение светло-голубого цвета. Пользователи часто ставили на экран зелёные или жёлтые фильтры либо заменяли кинескоп, с тем чтобы снизить утомляемость глаз. Более поздние модели поставлялись с монитором зелёного свечения. Из-за ограниченной полосы пропускания интерфейсной платы, установленной в телевизор вместо радиоприёмного тракта, изображение теряло горизонтальную синхронизацию при отображении на экране больших областей белого цвета; для исправления этой проблемы требовалась небольшая доработка схемы, занимающая не более получаса работы.
Видеоконтроллер TRS-80 поддерживал текстовый режим с 16 строками по 64 или 32 символа на строку, и графический режим низкого разрешения 128×48 пикселей. Цвет не поддерживался. Видеопамять была отдельной и имела объём 1024×7 бит. Младшие 6 бит определяли код ASCII-символа, либо выводились на экран непосредственно, в сетке 2×3 блока. Старший бит использовался для переключения между текстовым и графическим режимами. В более поздних моделях, например TRS-80 Color Computer, появился «полуграфический» режим, в котором графика низкого разрешения имитировалась с помощью специального набора символов.
Любая операция записи в видеопамять, как через оператор PRINT в BASIC, так и напрямую, приводила к морганию экрана — эта была особенность организации доступа к общей шине. Это не оказывало сильного эффекта на BASIC-программы, но для быстрых программ, написанных на ассемблере, это уже было серьёзным ограничением.

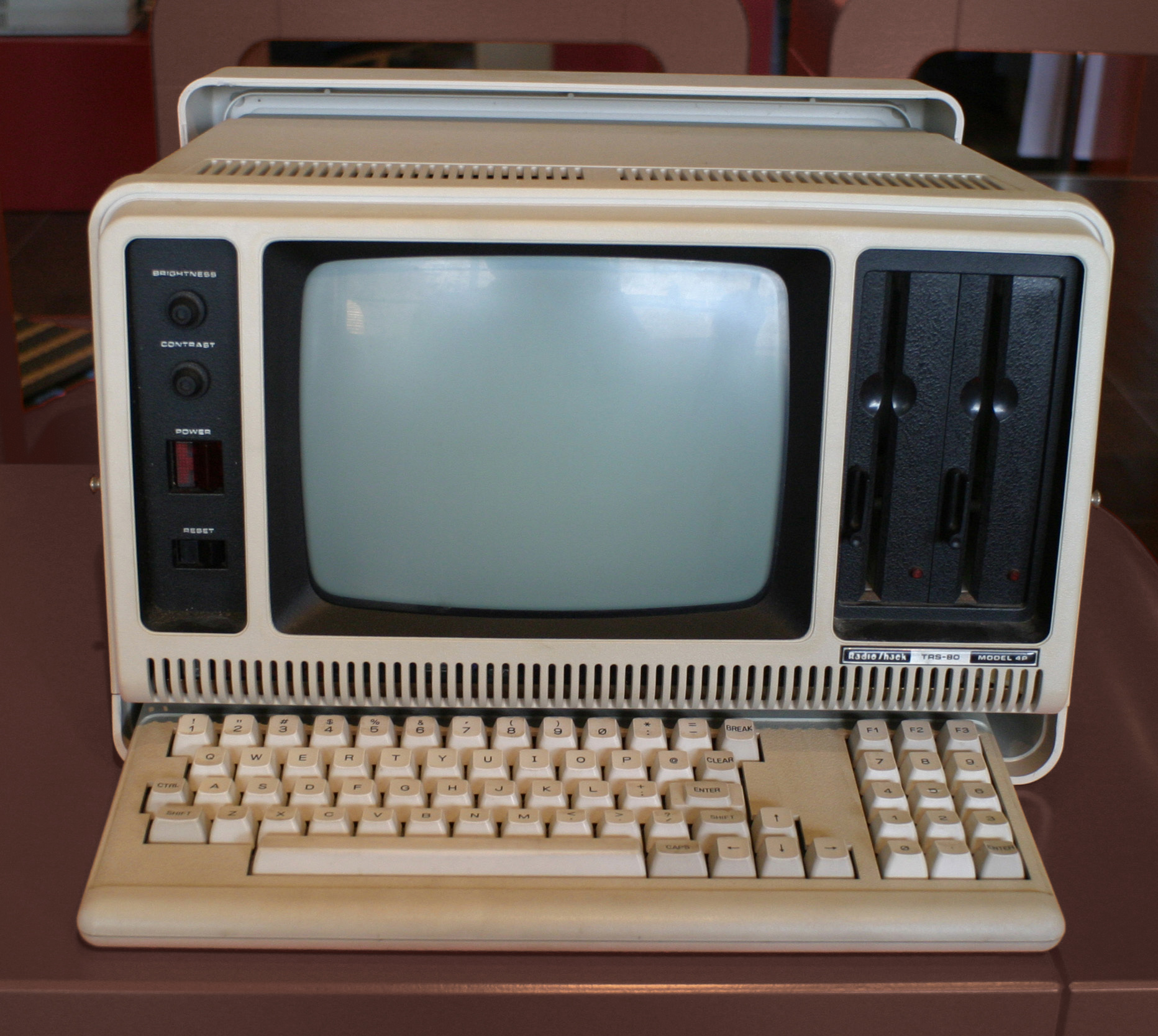
TRS-80 Model 4P

Носителем для хранения программ и пользовательских данных служили стандартные монофонические компакт-кассеты. В комплект поставки входил магнитофон Radio Shack CTR-41. Магнитофонный интерфейс компьютера был очень чувствителен к изменению уровня записи сигнала, понять что установлен правильный уровень можно было только по мигающему символу на экране, означающему что данные загружаются — поэтому, для нахождения правильного уровня сигнала приходилось делать серию попыток загрузки, каждый раз перематывая плёнку и перезапуская машину. Пользователи привыкли записывать одни и те же данные подряд несколько раз, в надежде что одна из копий будет читаемой.

## Модели для деловых применений

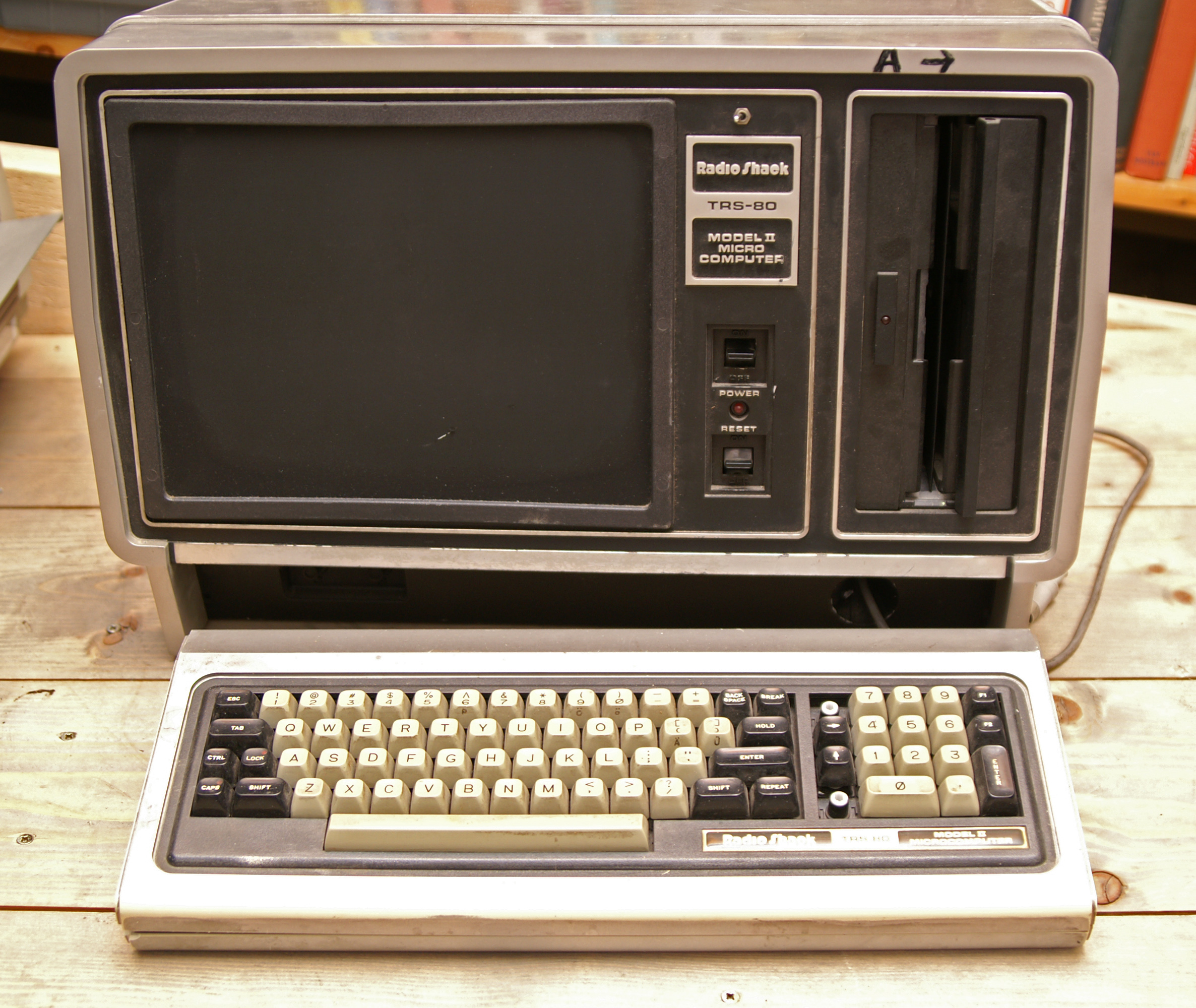
TRS-80 Model II

## Другие модели

### CoCo
Tandy также производила TRS-80 Color Computer (CoCo) на базе процессора Motorola 6809. Машина была нацелена на домашний рынок и конкурировала с Commodore 64. С машиной поставлялась операционная система OS-9 — многопользовательская и многозадачная.

## Серия Model 100

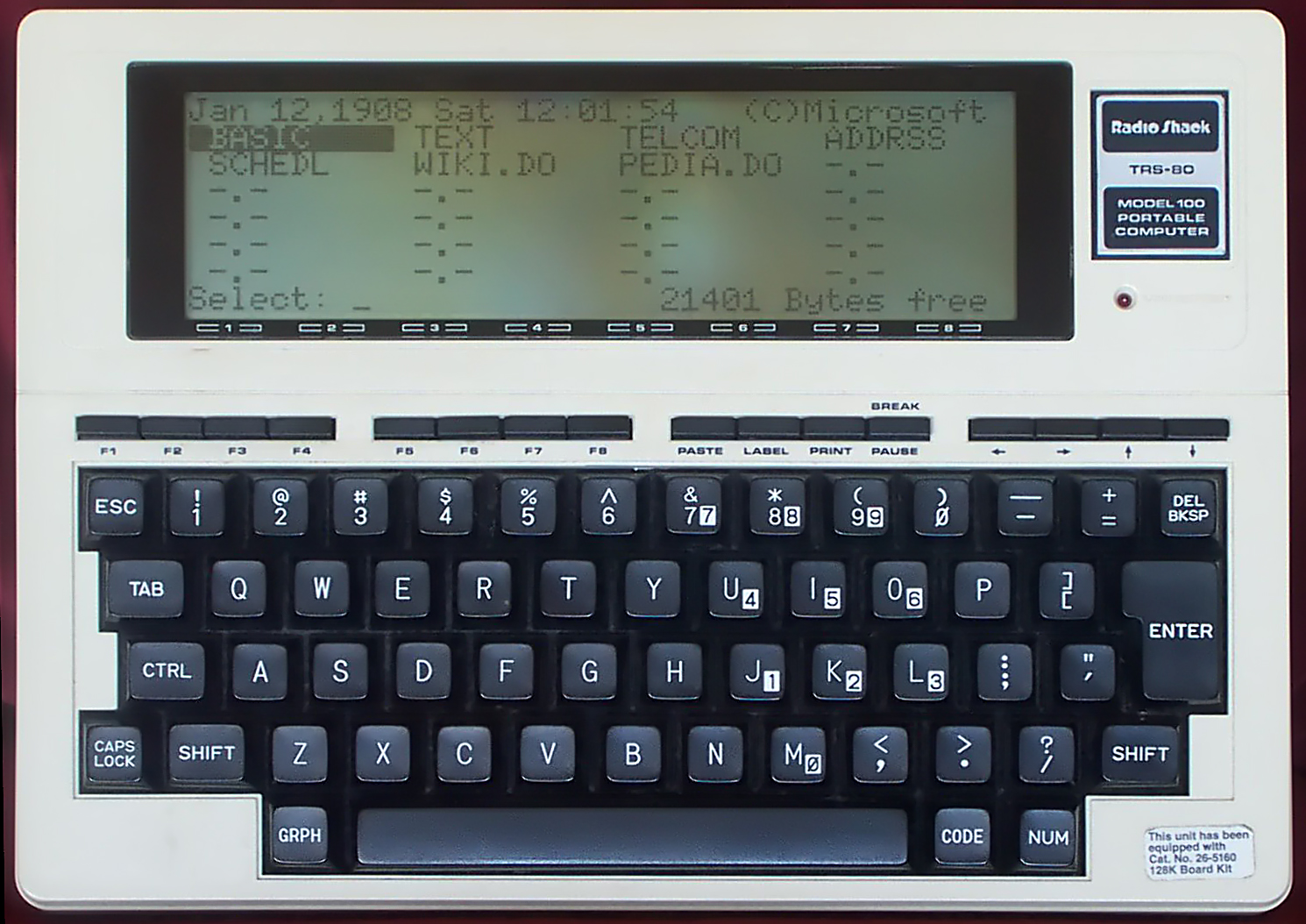
TRS-80 Model 100

TRS-80 Model 100, выпущенный в 1983 году, был одним из первых портативных компьютеров. Нетрансформирующийся прямоугольный корпус размером с большую книгу вмещал полноразмерную 56-клавишную QWERTY-клавиатуру, жидкокристаллический дисплей (240 х 64 пикселя или 6 строк по 40 символов) и автономный источник питания - 4 батарейки типоразмера «AA». Программная часть была разработана компанией Microsoft и включала язык программирования BASIC, текстовый редактор, адресную книгу, список дел и терминального клиента. Это было последним проектом, в разработке кода для которого лично участвовал Билл Гейтс.
Компьютер изготавливался компанией Kyocera и поначалу продавался в Японии под именем «Kyotronic 85». Затем права на продажу изделия были выкуплены Tandy Corporation и компьютер начал продаваться в США и Канаде через сеть магазинов Radio Shack, а в других странах - через сети филиалов. Модель стала одной из самых популярных в истории компании. По всему миру было распродано более 6 миллионов штук.